# Слободской (Ростовская область)
Слободско́й — хутор в Семикаракорском районе Ростовской области.
Входит в состав Сусатского сельского поселения.

## Население
| 2010 |
| ---- |
| 875  |

## Улицы
| - ул. Ветеранов Войны, - ул. Ветеранов Труда, - ул. Дзержинского, - ул. Ленина, - ул. Мира, | - ул. Сальская, - ул. Солнечная, - ул. Степная, - ул. Ященко | - пер. Буденного, - пер. Революционный, - пер. Северный. |